# Barry Dagger
Barry Edward Dagger (* 19. Mai 1937 in Grantham) ist ein ehemaliger britischer Sportschütze.

## Erfolge
Barry Dagger nahm an zwei Olympischen Spielen teil. 1976 belegte er in Montreal mit dem Kleinkalibergewehr im Dreistellungskampf den 24. Platz. Bei den Olympischen Spielen 1984 in Los Angeles erzielte er wie Andreas Kronthaler mit 587 Punkten das zweitbeste Resultat hinter Philippe Heberlé. Da Kronthalers letzte Schussserie um zwei Punkte besser als Daggers Serie war, erhielt er die Silbermedaille, während Dagger Bronze gewann. 
Bei Weltmeisterschaften gewann er mit der Kleinkaliber-Mannschaft im knienden Anschlag 1978 in Seoul und 1982 in Caracas den Titel. Darüber hinaus sicherte er sich 1978, 1979 und 1982 weitere zwei Silber- und vier Bronzemedaillen. So wurde er 1978 mit dem Luftgewehr im Einzel Vizeweltmeister, sein bestes Abschneiden in einem Einzelwettbewerb. Dagger gewann bei den Commonwealth Games 1982 in Brisbane im Paarwettbewerb mit dem Kleinkaliber im Dreistellungskampf die Goldmedaille sowie im Paarwettbewerb mit dem Luftgewehr Silber.